# Patrick Njoroge
Patrick Njoroge (ur. 1963) – kenijski lekkoatleta, młociarz.
Czterokrotny mistrz Kenii (1990–1993).

## Rekordy życiowe
- Rzut młotem – 59,90 (1993)[1] rekord Kenii[3][4]